# Витни Хјустон
Витни Елизабет Хјустон (енгл. Whitney Elizabeth Houston; Њуарк, 9. август 1963 — Беверли Хилс, 11. фебруар 2012) била је америчка певачица, глумица, манекенка и продуцент. Према подацима из Гинисове књиге рекорда, Хјустонова је била женски извођач са највише награда. На списку њених награда налази се 415 признања, укључујући 2 награде Еми, 6 Гремија, 30 награда Билборд мјузик (енгл. Billboard Music Awards) и 22 награде Американ мјузик (енгл. American Music Awards). Хјустонова је такође била једна од најтиражнијих певачица, продавши преко 200 милиона албума и синглова широм света. Њена је мајка певачица Сиси Хјустон.

## Смрт
Дана 11. фебруара 2012, публицисткиња Кристен Фостер објавила је вест да је Витни Хјустон умрла у 48. години живота. Она је пронађена у кади хотелског апартмана 434 „Беверли Хилтон” хотела, без свести и утопљена у воду; накнадно је проглашена мртвом. Као непосредан узрок смрти наведено је случајно дављење. 22. марта 2012. канцеларија окружног мртвозорника Лос Анђелеса је за узрок смрти навела дављење и последице срчане болести и употребе кокаина.

## Албуми
- 1985: Whitney Houston
- 1987: Whitney
- 1990: I'm Your Baby Tonight
- 1992: The Bodyguard
- 1995: Waiting to Exhale
- 1996: The Preacher's Wife
- 1998: My Love Is Your Love
- 2000: Whitney: The Greatest Hits
- 2001: Love, Whitney
- 2002: Just Whitney...
- 2003: One Wish: The Holiday Album
- 2004: Artist Collection: Whitney Houston
- 2007: The Ultimate Collection
- 2009: I Look to You
- 2011: The Essential Whitney Houston
- 2012: Sparkle
- 2012: I Will Always Love You: The Best of Whitney
- 2014: Whitney Houston Live: Her Greatest Performances

## Филмографија
| Улоге Витни Хјустон |                      |               |       |                     |
| Година              | Српски назив         | Изворни назив | Улога | Напомена            |
| 1992.               | Телохранитељ         |               |       |                     |
| 1995.               |                      |               |       |                     |
| 1996.               | Свештеникова супруга |               |       |                     |
| 1997.               |                      |               |       |                     |
| 2001.               |                      |               |       | (продуцент)         |
| 2003.               |                      |               |       | (извршни продуцент) |
| 2004.               |                      |               |       | (продуцент)         |